# كوبينو
كوبينو (بالروسية: Купино) هي إحدى مدن روسيا في الكيان الفدرالي الروسي نوفوسيبيرسك أوبلاست.